# Santuario di Maria Santissima del Rosario di Tagliavia
Il santuario di Maria Santissima del Rosario di Tagliavia sorge nella località omonima appartenente alla diocesi di Monreale, ubicato tra Marineo e Corleone lungo il percorso corrispondente alla primitiva Magna Via Francigena che da Palermo conduce ad Agrigento.

## Ubicazione
Il luogo di culto si eleva approssimativamente a metà percorso della Provinciale 42 che collega Piana degli Albanesi a Corleone sulla direttrice N - S. Nell'area confluiscono le strade campestri provenienti da Marineo, Godrano, Mezzojuso, Piana degli Albanesi, Santa Cristina Gela, San Cipirello e Ficuzza.
La località corrisponde all'antico feudo di Rahalmia, documentato in un decreto di Guglielmo II di Sicilia nel 1182.

## Racconto popolare

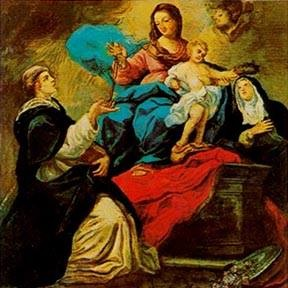
Madonna del rosario di Tagliavia

La storia racconta che nell'area adibita prevalentemente a pascoli e colture di cereali, i fratelli Lo Jacono, allevatori e affittuari del feudo Strasatto, nel rimuovere un cumulo di sassi coll'intento di costruire ovili e recinti, si imbatterono in una lastra d'ardesia squadrata rimasta sepolta per un tempo indefinito. Con sorpresa, rivoltato il blocco di pietra, scoprirono che la faccia levigata era servita ad un ignoto pittore, come supporto per dipingere un'immagine della Vergine del Rosario.
La superficie riporta la Vergine Maria raffigurata nell'atto di donare il Rosario a San Domenico di Guzmán, mentre il piccolo Gesù in braccio alla Madre, porge una corona di spine a Santa Caterina da Siena genuflessa.
Con l'esposizione del dipinto, dapprima su un cumulo di pietre, in seguito in un ricovero di fortuna, hanno inizio le pratiche di venerazione e di culto che richiamano una piccola comunità di romiti e folle di devoti.
Il soggetto dell'icona, opera di un discreto artista, prende spunto dal tema trattato dal pittore fiammingo Van Dyck nel quadro palermitano dipinto su commissione dell'Oratorio del Rosario di San Domenico dal titolo Madonna del Rosario. La celebre opera sostituiva, nel contesto del ritrovamento delle spoglie di Santa Rosalia e affievolimento dei focolai di peste del 1625, un quadro del medesimo soggetto opera del caravaggesco Mario Minniti, capolavori che hanno contribuito a diffondere il culto e la devozione della Madonna del Rosario. 
Un episodio analogo avvenuto circa 74 anni dopo, grazie al ripristino di un quadro logoro e dismesso sullo stesso tema della consegna del Rosario ai fondatori dell'Ordine domenicano, favorirà l'incremento delle pratiche devozionali rivolte alla Vergine del Rosario nella cittadina di Pompei.

## Storia
Il ritrovamento reputato miracoloso, fu seguito contestualmente dall'affioramento di una sorgente d'acqua ritenuta dagli effetti taumaturgici. Infatti data da bere agli armenti colpiti da un grave male, straordinariamente ne favorì l'immediata guarigione.
I romiti si radunarono a Tagliavia spontaneamente. Dapprima non ebbero regola né abito e vissero in un paio di stanzette. Fu opera loro la prima chiesetta, oggi adibita a cappella feriale di preghiera e adorazione, soprattutto nel periodo invernale, del santuario.

### Epoca borbonica
Anche Ferdinando I di Borbone, dalla sua residenza di caccia della Ficuzza di tanto in tanto si recava nella vicina Tagliavia, avrebbe sperimentato i poteri di quell'acqua: colpito da un male indefinito ad un ginocchio, si dissetò alla fonte e guarì. L'11 ottobre 1811 per riconoscenza alla Vergine, donò ai romiti raccolti attorno al primitivo nucleo, che nel frattempo si stava erigendo, oltre a svariate salme di terreno, concesse un assegno annuo, il diritto a cento carri di legna da ardere ogni anno e numerose altre regalìe.
Inoltre il sovrano formulò la promessa che, se per intercessione della Vergine fosse rientrato in possesso del trono di Napoli, avrebbe assegnato al santuario la parte restante del feudo di Tagliavia. Il sovrano esaudito nel possesso del trono del Regno delle Due Sicilie, mantenne la promessa concedendo le restanti 35 salme, come testimoniato da atto presso notaio Domenico Caruso, saggio di Monreale, approvato dal luogotenente generale dei reali domini dei Borbone, Paolo Ruffo di Bagnara, principe di Castelcicala e duca di Calvello.
Monsignor Gabriele Maria Gravina benedisse la prima pietra del nuovo eremitaggio con chiesa annessa e ben presto con i primi proventi, alle stanzette degli eremiti si aggiunse la primitiva chiesetta. 
La struttura si rivetò insufficiente. Nell'anno 1841, col proposito di ingrandire il luogo di culto, gli eremiti ottennero dall'arcivescovo di Monreale, Domenico Benedetto Balsamo, il permesso di edificare un nuovo tempio, il cappellano Gaetano Alessi da Prizzi benedisse la prima pietra, ovvero un santuario più grande inaugurato il 1 maggio 1845, giorno dell'Ascensione.
La primitiva chiesetta fu adibita a sacrestia, e lentamente presero avvio altre strutture dell'eremo.

### Epoca contemporanea
Il santuario fu curato fino al 1965 dagli eremiti. 
Dall'11 febbraio 2012 il tempio è affidato dall'arcivescovo di Monreale Salvatore Di Cristina alla comunità di frati e suore di Maria della Famiglia Mariana le Cinque Pietre, che lo hanno abitato e curato fino al 2023. 
Il 29 dicembre 2024, l’arcivescovo di Monreale Gualtiero Isacchi, ha affidato il santuario al Servizio diocesano di Pastorale Giovanile. 

## Facciata
Si raggiunge il piano di calpestio del piccolo pianerottolo antistante il portale principale mediante una scala con rampe dallo sviluppo isoscele. Ripartita su due ordini con marcapiano, la facciata è chiusa prospetticamente da due campanili gemelli a base quadrata con cupolini, tra loro raccordati da muretto con croce in ferro battuto centrale.
Realizzata in conci squadrati di pietra arenaria, presenta lesene binate ai lati e una parte centrale, compresa fa lesene sovrapposte, lievemente aggettante che include il portale d'ingresso a livello inferiore, e un finestrone al secondo ordine. Sul lato sinistro è presente il quadrante dell'orologio.
L'elaborato cornicione include al centro un timpano triangolare contenente un altorilievo in marmo. Le celle campanarie presentano quattro aperture e le cupolette un'originale decorazione. I prospetti laterali presentano alti e poderosi contrafforti.

## Interno
Impianto a navata unica con cantoria all'ingresso sostenuta da due colonne e tre archi. A livello superiore un'arcata con finestrone centrale.

### Parete destra
- Prima arcata: sulla parete è collocato il dipinto raffigurante la Consegna delle Chiavi a San Pietro, manufatto documentato e patrocinato da Andrea Di Cristina.
- Seconda arcata: sulla parete è collocato il dipinto raffigurante i Santi Paolo e Antonio eremiti, manufatto documentato e patrocinato da Vito Riolo.
- Terza arcata: sulla parete è collocato il dipinto raffigurante la Sacra Famiglia.

### Parete sinistra
- Prima arcata: sulla parete è collocato il dipinto raffigurante il Battesimo nel Giordano.
- Seconda arcata: sulla parete è collocato il dipinto raffigurante la Natività e i Magi.
- Terza arcata: sulla parete è collocato un Crocifisso fra altorilievi in stucco, ambiente patrocinato secondo documentazione da Francesco Nacchetti.
  - Pulpito ligneo, manufatto addossato alla parete.

Nell'aula è documentato altresì il dipinto raffigurante Santa Rosalia, manufatto patrocinato da Andrea Di Cristina.

### Altare maggiore
L'area del presbiterio è delimitata da balaustra, quattro pennacchi affrescati raccordano la cupola che presenta un apparato decorativo in stucco realizzato da Giovanni Battista Noto da Palermo. L'ambiente fu patrocinato da Vincenzo Schiavo da Monreale. Sulle pareti laterali sono presenti affreschi raffiguranti il Ritrovamento del dipinto e la Costruzione del tempio, ciascuno delimitato dalle figure egli Evangelisti.
Nel grande nicchione absidale un timpano a riccioli e volute sostenuto da colonne reca degli angeli sulle cimase. All'interno è incluso un timpano similare, di proporzioni più contenute, con lesene che costituiscono la sopraelevazione altare versus absidem, altri angeli sulle cimase reggono frange di un baldacchino che svela il monogramma mariano contornato da teste di putti alati osannanti nella parte intermedia.
al centro dell'edicola è incastonato il sacro dipinto. La mensa dell'altare maggiore in marmi policromi presenta al centro un tabernacolo circolare con cupolino.

## Feste religiose
- ?,[3] Ascensione, Festa di Nostra Signora del Rosario di Tagliavia.

Vista la vicinanza con il territorio dell’Eparchia di Piana degli Albanesi spesso si sono celebrate liturgie secondo rito bizantino.